# Joaquim Gomis Sanahuja
Joaquim Gomis Sanahuja (Barcelona, 20 de abril de 1931 - Barcelona, 21 de diciembre de 2013)  fue un teólogo, periodista, ensayista y religioso español, autor de diversas obras sobre el cristianismo en general y el catolicismo en particular.

## Biografía
Formado en el Seminario de Barcelona y ordenado sacerdote, después continuó sus estudios de Teología en la Universidad Pontificia de Salamanca y en la Universidad Gregoriana de Roma. A partir de la década de 1960 dedicó sus esfuerzos en el Centre de Pastoral Litúrgica, del que fue promotor, y que fue uno de los que marcó la renovación de la liturgia católica en Cataluña tras el Concilio Vaticano II, que pudo conocer Gomis durante su estancia en Roma. Se secularizó en la década de 1990 y fue director de la revista Missa Dominical, editor de Foc Nou y cofundador y director de la revista El Ciervo, junto con sus hermanos, Lorenzo y Joan. Fue habitual también en la prensa catalana con algunas columnas de opinión, en especial en Avui.

## Obra
Autor de múltiples artículos en revistas como El Ciervo, Phase: revista de pastoral litúrgica, Foc Nou, fue autor de varios libros, entre otros:
- Joaquim Gomis (1992). «"El Ciervo" conciliar (1958-1968)».  En González Casanova, J.A., ed. La revista "El ciervo" : historia y teoría de cuarenta años. El Ciervo. ISBN 84-297-3493-7.
- —. El Concilio Vaticano II: como lo imaginan 17 cristianos. Desclée de Brouwer, S.A.
- —. Primera lectura del evangelio. Centre Pastoral Litúrgica. ISBN 978-84-7467-404-0.
- — (1964). Cartes a set joves (en catalán). Edicions 62. ISBN 978-84-297-0516-4.
- —. Cristianisme y conflicte social (en catalán). Publicaciones Abadía Montserrat. ISBN 978-84-7202-535-6.